# Bulbophyllum reginaldoi
Bulbophyllum reginaldoi là một loài thực vật có hoa trong họ Lan. Loài này được Campacci mô tả khoa học đầu tiên năm 2009.